# Тюлентин, Владимир Николаевич
Владимир Николаевич Тюлентин (14 декабря 1953, село Абай, Усть-Коксинский район, Горно-Алтайская автономная область, РСФСР, СССР — 13 декабря 2020, с. Амур, Усть-Коксинский район, Республика Алтай, Россия) — российский государственный деятель, политик, Председатель Государственного собрания Республики Алтай (2016—2020).

## Биография
В молодости серьезно увлекался греко-римской борьбой. В 1978 году окончил Горно-Алтайский зооветеринарный техникум по специальности веттехник. Весь трудовой путь связан с совхозом "Амурский" Усть-Коксинского района (с перерывом в 1985—1988 гг. когда работал тренером Усть-Коксинского филиала Горно-Алтайской областной ДЮСШ по греко-римской борьбе). После реорганизации совхоза в 1992 году и до 2016 года был управляющим и директором сельскохозяйственно-производственного кооператива «Племенной конезавод „Амурский“».
В 2003 году окончил Всероссийский заочный финансово-экономический институт.

## Депутат Республики Алтай
С 2001 года пять раз (с III по VII созыв) избирался депутатом Республики Алтай. Начинал свою политическую деятельность как выдвиженец Аграрной партии России ( III созыв ), на выборах 2006 года (IV созыв) шел самовыдвиженцем, а, начиная с 2010 года, — от «Единой России». 29 сентября 2016 года был избран, а в 2019 году — переизбран  Председателем Государственного собрания Республики Алтай и оставался в этой должности до своей смерти.

## Смерть
Скончался 13 декабря 2020 года в родном селе Амур от сердечного приступа. Похоронен там же.

## Личная жизнь
Был женат. Супруга — Евгения Геннадьевна, сын Роман, дочь Ирина.

## Награды
Медаль ордена «За заслуги перед Отечеством» II степени ( 22 сентября 2010 года) — за достигнутые трудовые успехи  и  многолетнюю  добросовестную работу.